# Курпувесас, Витаутас
Витаутас Курпувесас (родился 5 мая 1978 г., Терешишкес, Вильнюсский р-н.) — литовский юрист, политический деятель.

## Биография
Окончил среднюю школу Шило в Юодшили. в 2002 году окончил Литовский юридический университет, получил степень магистра права.
1999 - 2002 гг. работал в системе полиции, 2002 - 2005 гг. Сотрудник МВД. 2005 - 2008 гг. преподавал административное право в Университете Миколаса Ромериса. в 2006 году директор общественной организации «Институт юстиции».
2008 - 2012 гг. Член Сейма. 2013 - 2016 гг. Советник Управления Комитета государственного управления и самоуправлений Канцелярии Сейма.  С 2016 года Председатель Главной комиссии по административным спорам.
в 2008 году Член Партии национального возрождения.
Жена Жанна, сын Август.